# De Drie Traancoopers
Het pand De Drie Traancoopers is een rijksmonumentaal hoekpand aan de Herengracht 77 en de Korsjespoortsteeg 24 in het centrum van Amsterdam.

## Geschiedenis
De beroepen van de eerste bewoners van het adres zijn bekend, te weten: een huidenvetter, schoenmaker en een messenmaker. Zij woonden, achtereenvolgens, in het einde van de 16e eeuw op het adres aan de Herengracht. Andere bewoners waren onder andere teerkoper, chirurgijn en timmerman-makelaar.
In het begin van de 17e eeuw, meer precies in 1632, werd het huidige pand in opdracht van Jan Gerritsz Backer gebouwd. Hij liet de voorgevel van de Korsjespoortsteeg verplaatsen naar de Herengracht. De Herengracht was 20 jaar eerder verbreed van een sloot naar een gracht, waardoor die zijde van het pand voornamer werd. Door het huis een kwartslag te draaien stond het voortaan aan de sjiekere gracht.
Rond 1800 is de pui gewijzigd, onder andere de huidige deurpartij is toen aangebracht.
In 1958 kocht de Vereniging Hendrick de Keyser het pand, vijf jaar later liet de vereniging een restauratie uitvoeren. Het pand is op 26 mei 1970 in het monumentenregister ingeschreven als zijnde een rijksmonument.

## Exterieur
De trapgevel is opgetrokken in de stijl van de renaissance. De sluit- en aanzetstenen in de bogen boven de ramen zijn van natuursteen, evenals de afdekstukken boven op de treden. De eerste verdieping is overkragend (voor de benedenverdieping uitstekend) geplaatst, hierbij steunt de verdieping op gebeeldhouwde balkkoppen.
Tegen zowel de voor- als zijgevel bevinden zich pothuizen. Aan de achterzijde bevindt zich ook een achterhuis.
De volledige zijgevel, aan de Korsjespoortsteeg, is wit gepleisterd.

## Interieur
Op de bel-etage bevinden zich de voor- en achterkamer, gescheiden door toogdeuren.